# 团瓢庄镇
团瓢庄镇，是中华人民共和国河北省唐山市遵化市下辖的一个乡镇级行政单位。原名团瓢庄乡，2022年12月撤乡设镇。

## 行政区划
团瓢庄镇下辖以下地区：
西下院寺村、任庄子村、米庄子村、邢庄子村、东李庄子村、周桥子村、左阳庄村、朱官屯村、下庄村、东下院寺村、团瓢庄村、东黎河庄村、提举庄村、东滩村、吴家坑村、官房子村、石庄子村、山里各庄村、宋各庄村、孙家炉村、刘庄子村、西黎河庄村、骆各庄村、兴隆店村、东上庄村、西上庄村、洪水川村和东草厂村。